# Gran Premi del Brasil del 1976
Resultats del Gran Premi de Brasil de Fórmula 1 de la temporada 1976, disputat al circuit de Interlagos, el 25 de gener del 1976.

## Resultats
| Pos | No | Pilot                | Equip                  | Voltes | Temps/ Retirada          | Pos. de sortida | Punts |
| --- | -- | -------------------- | ---------------------- | ------ | ------------------------ | --------------- | ----- |
| 1   | 1  | Niki Lauda           | Ferrari                | 40     | 1h 45' 16. 78            | 2               | 9     |
| 2   | 4  | Patrick Depailler    | Tyrrell - Ford         | 40     | + 21.47 s                | 9               | 6     |
| 3   | 16 | Tom Pryce            | Shadow - Ford          | 40     | + 23.84 s                | 12              | 4     |
| 4   | 34 | Hans Joachim Stuck   | March - Ford           | 40     | + 1' 28. 17 min.         | 14              | 3     |
| 5   | 3  | Jody Scheckter       | Tyrrell - Ford         | 40     | + 1' 56. 46 min.         | 13              | 2     |
| 6   | 12 | Jochen Mass          | McLaren - Ford         | 40     | + 1' 58. 27 min.         | 6               | 1     |
| 7   | 2  | Clay Regazzoni       | Ferrari                | 40     | + 2' 15. 24 min.         | 4               |       |
| 8   | 20 | Jacky Ickx           | Wolf – Williams - Ford | 39     | + 1 Volta                | 19              |       |
| 9   | 21 | Renzo Zorzi          | Williams - Ford        | 39     | + 1 Volta                | 17              |       |
| 10  | 8  | Carlos Pace          | Brabham - Alfa Romeo   | 39     | + 1 Volta                | 10              |       |
| 11  | 31 | Ingo Hoffman         | Fittipaldi - Ford      | 39     | + 1 Volta                | 20              |       |
| 12  | 7  | Carlos Reutemann     | Brabham - Alfa Romeo   | 37     | Sense combustible        | 15              |       |
| 13  | 30 | Emerson Fittipaldi   | Fittipaldi - Ford      | 37     | + 3 Voltes               | 5               |       |
| 14  | 10 | Lella Lombardi       | March - Ford           | 36     | + 4 Voltes               | 22              |       |
| Ret | 17 | Jean - Pierre Jarier | Shadow - Ford          | 33     | Accident                 | 3               |       |
| Ret | 11 | James Hunt           | McLaren - Ford         | 32     | Accident                 | 1               |       |
| Ret | 9  | Vittorio Brambilla   | March - Ford           | 15     | Pèrdua d'oli             | 7               |       |
| Ret | 26 | Jacques Laffite      | Ligier - Matra         | 14     | Transmissió              | 11              |       |
| Ret | 5  | Ronnie Peterson      | Lotus - Ford           | 10     | Accident                 | 18              |       |
| Ret | 6  | Mario Andretti       | Lotus - Ford           | 6      | Accident                 | 16              |       |
| Ret | 28 | John Watson          | Penske - Ford          | 2      | Prob. amb el combustible | 8               |       |
| Ret | 14 | Ian Ashley           | BRM                    | 2      | Bomba de l'oli           | 21              |       |

## Altres
- Pole: James Hunt 2' 32. 50

- Volta ràpida: Jean Pierre Jarier 2' 35. 07 (a la volta 31)